# Ingrid Bergman
 For alternative betydninger, se Ingrid Bergman (flertydig). (Se også artikler, som begynder med Ingrid Bergman)
Ingrid Bergman (født 29. august 1915 i Stockholm, død 29. august 1982 i London) var svensk skuespillerinde.
Ingrid Bergmans mor, Friedel Adler Bergman (tysk afstamning) døde, da Ingrid var tre år gammel. Hendes far, Justus Samuel Bergman, døde da hun var 12. Han var fotograf og havde tidligt fremmet Ingrids talent. Efter faderens død boede hun hos sin onkel. Hun fik undervisning på den kongelige skuespillerskole i Stockholm og i 1932 fik hun sin første rolle i en svensk film. Hun medvirkede bl.a. i Intermezzo. Den gav hende billetten til USA. Hun kom til Hollywood med sin mand Petter Lindström og deres datter Pia Lindström.
I 1939 hvor David O. Selznick hentede Ingrid til USA til filmen Intermezzo, var hun allerede en stjerne i Sverige. I USA vandt hun hurtigt det amerikanske publikum med sin naturlighed. Der medvirkede hun i film som Casablanca, Gaslys og Alfred Hitchcocks Berygtet.
I 1949 indspillede hun i Italien under instruktøren Roberto Rossellini filmen Stromboli. Hun forelskede sig i instruktøren og forlod sin mand Petter Lindström og deres datter Pia. Nu mistede hun gunsten hos det amerikanske publikum. 1950 giftede hun sig (gravid) med Rossellini. De fik tre børn, sønnen Roberto i 1950 og tvillingerne Isabella (model og skuespillerinde) og Isotta Ingrid (professor i litteratur) i 1952. Rossellini og Bergman indspillede syv film sammen. Bergman følte sig indskrænket i sin virken, da Rossellini var meget jaloux og fx forbød hende at indspille film med andre instruktører. I 1957 lod hun sig skille. Allerede året efter giftede hun sig med den svenske producent Lars Schmidt. Han forlod hende efter 12 år til fordel for en yngre kvinde. De forblev dog venner til hendes død.
Efter den tid levede Bergman i Frankrig nær Paris, i London, England og af og til i USA.
I starten af 1980’erne fik Ingrid Bergman konstateret brystkræft. I 1982 indspillede hun meget syg sin sidste film, A Woman Called Golda, hvori hun havde rollen som Golda Meïr.
Bergman døde 1982 på sin fødselsdag i London.

## Filmografi
- 1932 – Landskamp
- 1935 – Munkbrogreven
- 1935 – Bränningar
- 1935 – Swedenhielms
- 1935 – Valborgsmässoafton
- 1936 – Intermezzo
- 1936 – På solsidan
- 1938 – Dollar
- 1938 – Die vier Gesellen
- 1938 – En kvinnas ansikte
- 1939 – En enda natt
- 1939 – Intermezzo: A Love Story
- 1940 – Juninatten
- 1941 – Rage in Heaven
- 1941 – Adam Had Four Sons
- 1941 – Dr. Jekyll and Mr. Hyde
- 1942 – Casablanca
- 1943 – Hvem ringer klokkerne for
- 1943 – Swedes in America – dokumentar
- 1944 – Gaslight
- 1945 – Spellbound
- 1945 – Saratoga Trunk
- 1945 – The Bells of St. Mary's
- 1946 – American Creed
- 1946 – Berygtet
- 1948 – Arch of Triumph
- 1948 – Joan of Arc
- 1949 – Under Capricorn
- 1950 – Stromboli
- 1952 – Europa '51
- 1953 – Viaggio in Italia – Rejsen til Italien
- 1953 – Siamo donne
- 1954 – La Paura
- 1954 – Giovanna d'Arco al rogo
- 1956 – Elena et les hommes
- 1956 – Anastasia
- 1958 – Indiscreet
- 1958 – The Inn of the Sixth Happiness
- 1959 – Startime: The Turn of the Screw
- 1961 – Goodbye Again
- 1961 – Auguste
- 1964 – The Visit
- 1964 – The Yellow Rolls-Royce
- 1967 – Stimulantia
- 1967 – ABC Stage 67: The Human Voice
- 1969 – Cactus Flower
- 1970 – Henri Langlois – dokumentar
- 1970 – Walk in the Spring Rain
- 1973 – From the Mixed-Up Files of Mrs. Basil E. Frankweiler
- 1974 – Murder on the Orient Express
- 1976 – A Matter of Time
- 1978 – Höstsonaten
- 1982 – A Woman Called Golda

## Priser
- 1945 – Golden Globe for bedste skuespillerinde – for Gaslys
- 1945 – Oscar for bedste kvindelige hovedrolle – for Gaslys
- 1945 – Golden Globe for bedste skuespillerinde – for The Bells of St. Mary’s
- 1957 – Golden Globe for bedste skuespillerinde – for Anastasia
- 1957 – Oscar for bedste kvindelige hovedrolle – for Anastasia
- 1974 – Oscar for bedste kvindelige birolle – for Murder on the Orient Express
- 1976 – César – ærespris
- 1983 – Golden Globe for bedste skuespillerinde – for A Woman Called Golda

## Galleri
- Bergman og Håkan Westergren i Swedenhielms 1935.
- Bergman i Klockan klämtar för dig  1943, hendes første farvefilm.
- Humphrey Bogart og Ingrid Bergman i Casablanca 1942.
- Cary Grant og Ingrid Bergman i  Notorious! fra 1946.
- Huset på Stromboli hvor Ingrid Bergman boede under optagelserne af Stromboli  i 1949.
- En mindetavle om Ingrid Bergman på huset hvor hun boede på Stromboli i 1949.
- Ingrid Bergmans grav på Norra begravningsplatsen i Stockholm.